# Bouxières-sous-Froidmont
Bouxières-sous-Froidmont és un municipi francès situat al departament de Meurthe i Mosel·la i a la regió del Gran Est. L'any 2007 tenia 262 habitants.

## Demografia

### Població
El 2007 la població de fet de Bouxières-sous-Froidmont era de 262 persones. Hi havia 88 famílies, de les quals 8 eren unipersonals (4 homes vivint sols i 4 dones vivint soles), 28 parelles sense fills, 40 parelles amb fills i 12 famílies monoparentals amb fills.
La població ha evolucionat segons el següent gràfic:
Habitants censats

### Habitatges
El 2007 hi havia 107 habitatges, 95 eren l'habitatge principal de la família, 2 eren segones residències i 10 estaven desocupats. 100 eren cases i 7 eren apartaments. Dels 95 habitatges principals, 78 estaven ocupats pels seus propietaris i 17 estaven llogats i ocupats pels llogaters; 2 tenien dues cambres, 12 en tenien tres, 21 en tenien quatre i 60 en tenien cinc o més. 80 habitatges disposaven pel capbaix d'una plaça de pàrquing. A 25 habitatges hi havia un automòbil i a 64 n'hi havia dos o més.

### Piràmide de població
La piràmide de població per edats i sexe el 2009 era:
| Homes | Edats   | Dones |
| ----- | ------- | ----- |
| 0     | 95 o +  | 0     |
| 0     | 90 a 94 | 0     |
| 0     | 85 a 89 | 0     |
| 0     | 80 a 84 | 0     |
| 0     | 75 a 79 | 8     |
| 4     | 70 a 74 | 0     |
| 8     | 65 a 69 | 0     |
| 4     | 60 a 64 | 16    |
| 0     | 55 a 59 | 0     |
| 8     | 50 a 54 | 12    |
| 16    | 45 a 49 | 4     |
| 16    | 40 a 44 | 20    |
| 4     | 35 a 39 | 4     |
| 8     | 30 a 34 | 16    |
| 8     | 25 a 29 | 12    |
| 16    | 20 a 24 | 4     |
| 20    | 15 a 19 | 8     |
| 16    | 10 a 14 | 8     |
| 12    | 5 a 9   | 4     |
| 12    | 0 a 4   | 12    |

## Economia
El 2007 la població en edat de treballar era de 181 persones, 150 eren actives i 31 eren inactives. De les 150 persones actives 140 estaven ocupades (82 homes i 58 dones) i 10 estaven aturades (4 homes i 6 dones). De les 31 persones inactives 12 estaven jubilades, 6 estaven estudiant i 13 estaven classificades com a «altres inactius».

### Ingressos
El 2009 a Bouxières-sous-Froidmont hi havia 103 unitats fiscals que integraven 283 persones, la mediana anual d'ingressos fiscals per persona era de 21.919 €.

### Activitats econòmiques
Dels 5 establiments que hi havia el 2007, 1 era d'una empresa de fabricació de material elèctric, 1 d'una empresa de fabricació d'altres productes industrials, 1 d'una empresa de construcció, 1 d'una empresa de comerç i reparació d'automòbils i 1 d'una empresa de serveis.
L'únic servei als particulars que hi havia el 2009 era un paleta.
L'any 2000 a Bouxières-sous-Froidmont hi havia 5 explotacions agrícoles.

## Equipaments sanitaris i escolars
El 2009 hi havia una escola maternal integrada dins d'un grup escolar amb les comunes properes formant una escola dispersa.

## Poblacions més properes
El següent diagrama mostra les poblacions més properes.